# Kungsholms folkskola

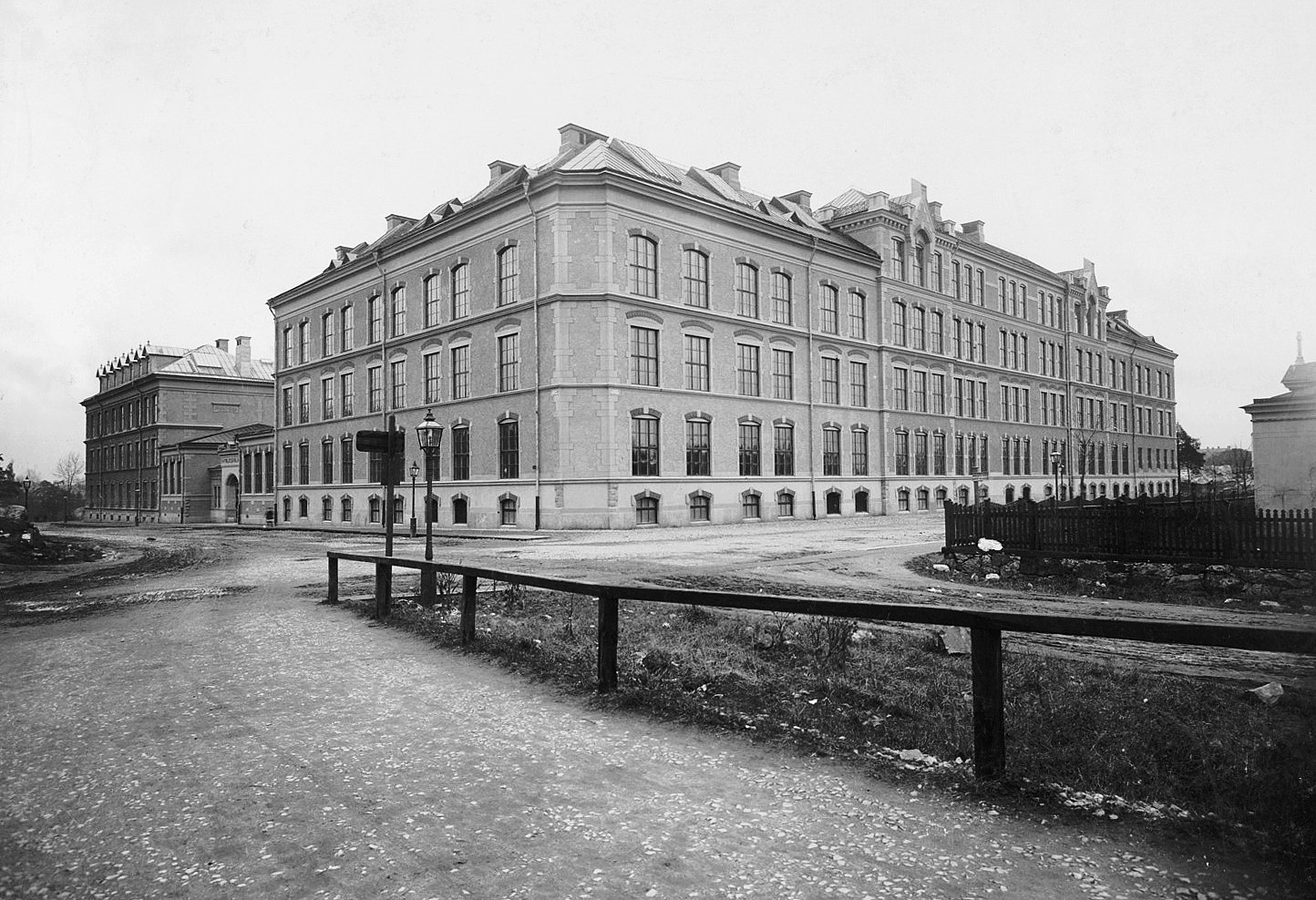
Utbyggnadsetapp II sedd från sydväst år 1900 (byggnad riven).

Kungsholms folkskola (även Kungsholmens folkskola) var Sveriges och en av världens största folkskolor belägen i kvarteret Herden i hörnet Fleminggatan / Mariebergsgatan / Sankt Göransgatan på Kungsholmen i Stockholm. Skolan uppfördes i tre etapper 1888, 1898 och 1907 efter ritningar av arkitektkontoret Isæus & Sandahl respektive Ernst Haegglund. När skolkomplexets båda delar stod färdiga gav den plats åt 4 000 elever. I dag existerar bara skolhusets norra del som bland annat inhyser Stockholms kulturskola.

## Historik

### Byggetapp I

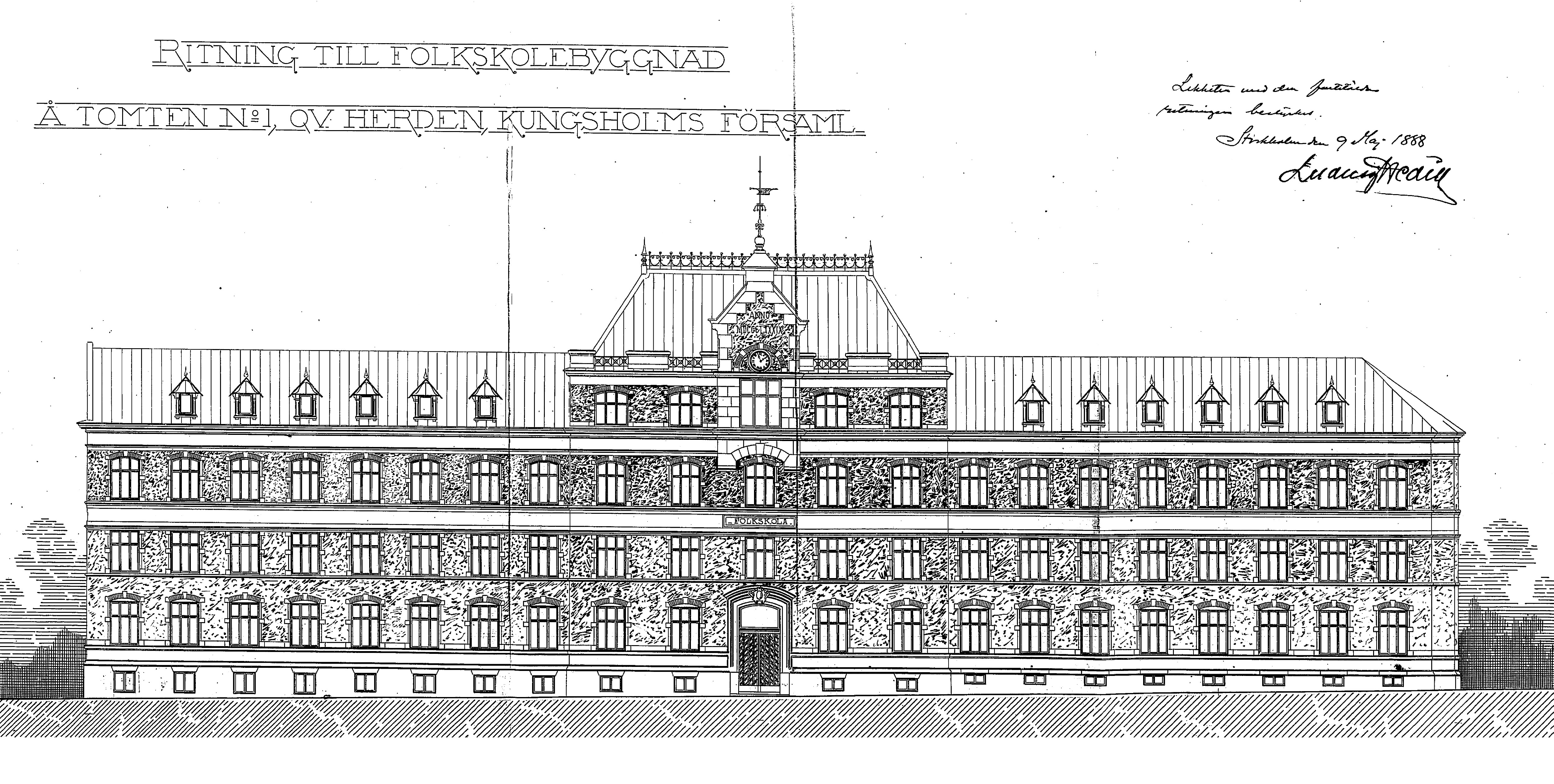
Fasadritning, etapp I, 1888.

Folkskolebyggnadens första etapp uppfördes 1888–1898 i hörnet Fleminggatan / Mariebergsgatan på nordvästra delen av det då nybildade kvarteret Herden. Byggherre var Kungsholms Församlings Skolråd som anlitade arkitekterna Magnus Isæus och Carl Sandahl att gestalta huset. De ritade en putsad stenbyggnad i tre våningar, senare påbyggd med en våning. Skolhuset sträckte sig i vinkel rund Fleminggatan och Mariebergsgatan och gav plats åt 1800 barn. Övriga delen av kvarteret förblev obebyggd.

### Byggetapp II

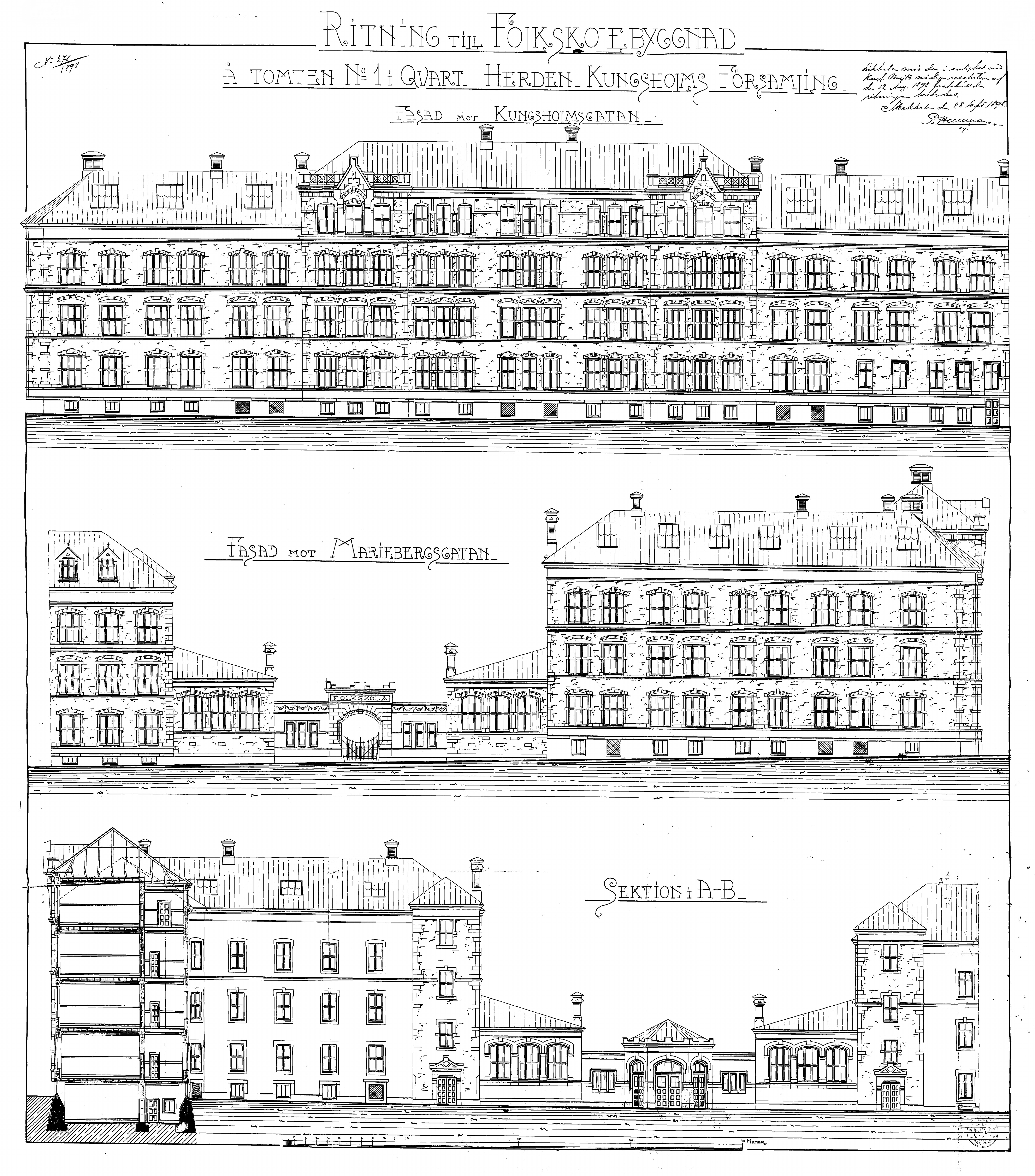
Fasadritning, etapp II, 1901.

Den snabb växande befolkningen på Kungsholmen krävde en utbyggnad av skolan vilket initierades av 1897 av överläraren vid Kungsholms folkskola, fil. dr Frithiof Ewerlöf. En kommitté bestående av Ewerlöf, överste Billmanson och ingenjören K.F. Sjöström tillsattes. De framlade förslaget att det nya skolhuset skulle förläggas strax bredvid det gamla.
Arkitektuppdraget gick till Ernst Haegglund som var en vid tiden flitig anlitad skolhusarkitekt. Han ritade det nya skolhuset med i stort sett samma utseende som det befintliga. De båda husen förenades vid Mariebergsgatan med en sorts portalbyggnad med flaggprydd, kupolformat tak. Anordningen utgjorde en öppen huvudentré till skolgården. Den totala fasadlängden för gamla och nya byggnaden uppgick till ungefär 300 meter och skolgården innanför blev Sveriges största, bara obetydligt mindre än Gustaf Adolfs torg. Det gamla skolhuset från 1889 bibehölls oförändrat med undantag av ett mot gården vänt torn som revs för att ge mer plats på skolgården. Byggarbetena för etapp II påbörjades av byggmästare Lars Östlihn i september 1898 och avslutades på hösten året därpå.

### Byggetapp III
Åren 1906 till 1907 utbyggdes längan mot Kungsholmsgatan (nuvarande Sankt Göransgatan) ut med en köksflygel. Kök och matsalar fanns i bottenvåningen och övriga våningsplan blev bostäder. Byggherre var Kungsholms Skolköksnämnd och arkitekt var även denna gång Ernst Haegglund. På 1950-talet moderniserades kök och matsalar. Byggnaden är bevarad och numera bostadshus.

### Ett rekordbygge

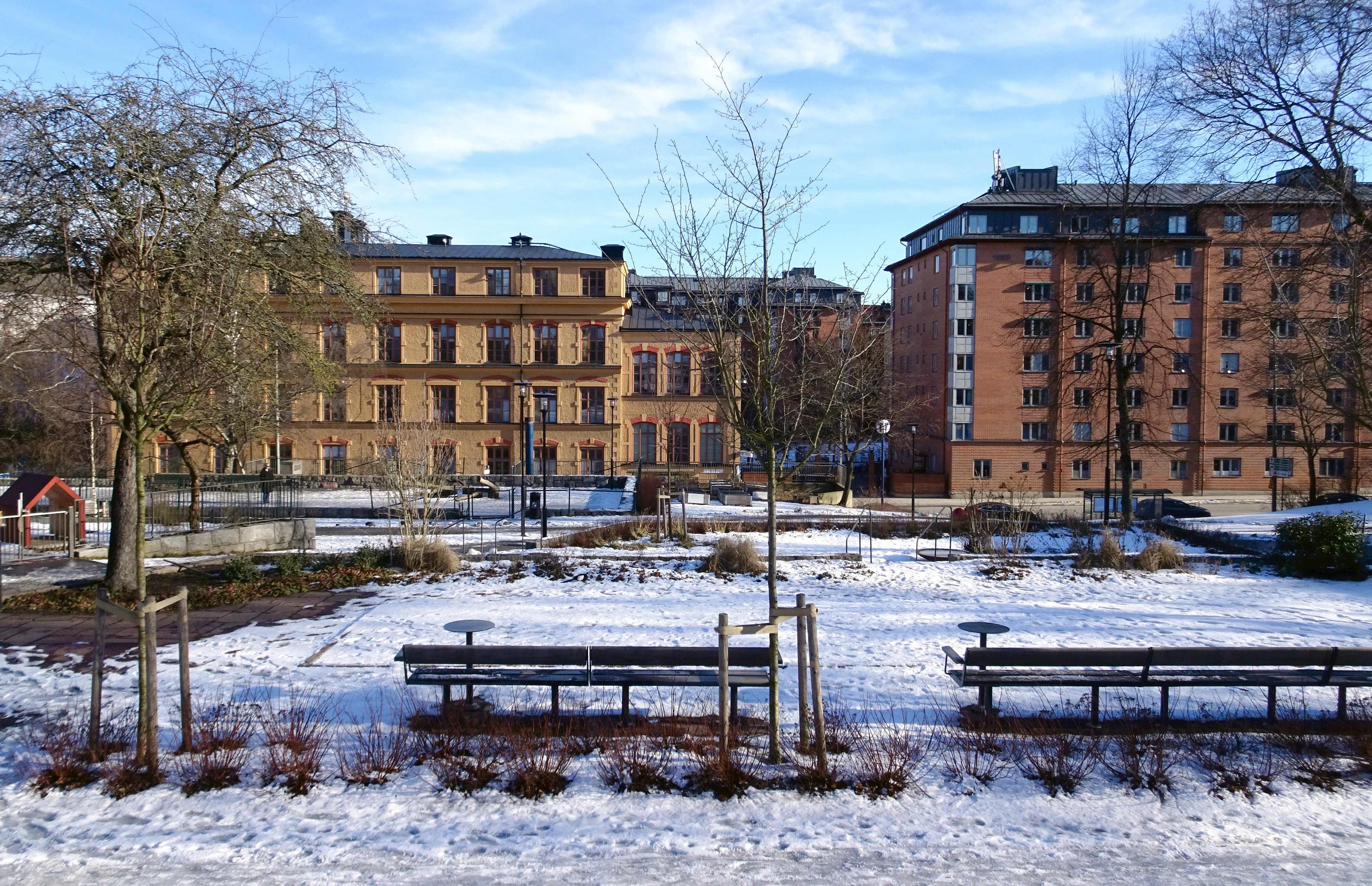
Kvarteret Herden från väster, 2022. Ursprungsbyggnaden syns till vänster.

Skolkomplexet gav plats åt upp till 4 000 elever som undervisades av 110 lärare. Den sammanlagda korridorlängden blev över en kilometer. Lärosalarna gestaltades ljusa och höga och värmdes med varmluft. I källarvåningen inrättades en ”prydlig” badavdelning med bassängbad, bastu och två avklädningsrum. För överläraren inrättades en privat våning om sex rum och kök. Det fanns bland annat en försäljningslokal där barnen kunde köpa sin frukost och där tillhandahölls varm mjölk. Skolgården, som var Sveriges största, sträckte sig genom hela kvarteret fram till Arbetargatan. Den pryddes av en vacker fontänskulptur omgiven av vattensprutande grodor som försåg skolbarnen med dricksvatten.
I sin presentation av byggnaden den 28 januari 1900 kallade Stockholms Dagblad skolan för ”den största i världen”. En efterforskning av tidningen visade att det i alla fall inte existerade en skola med sådana dimensioner i övriga Europa, möjligtvis fanns något liknade i Chicago. Som bidrag till illustrering av Sveriges folkskoleväsen skickades ritningar och planscher till Världsutställningen 1900 i Paris.

### Skolans vidare öden

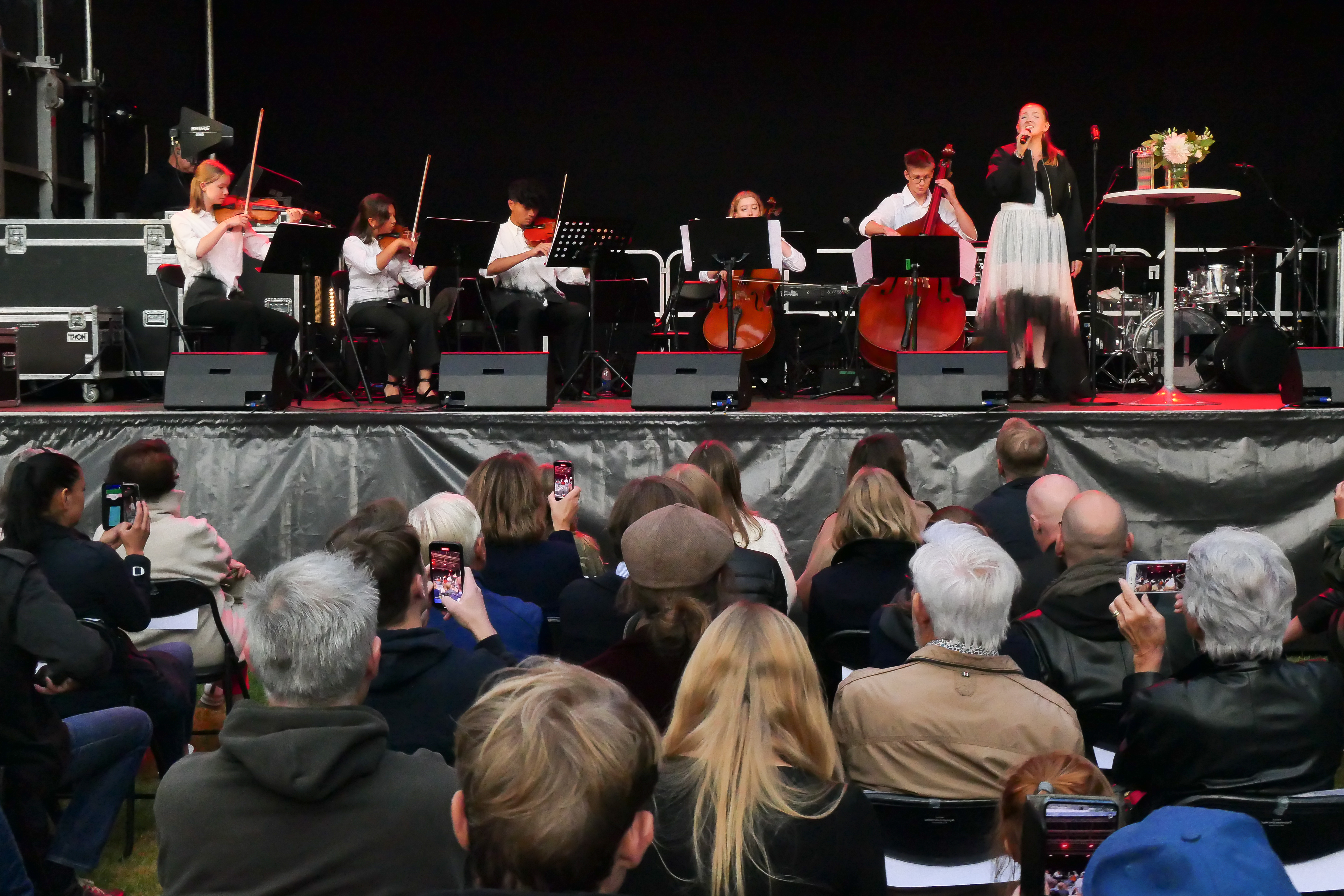
Kulturskolans elever uppträder under invigningen av minnesplatsen för Avicii i Humlegården i Stockholm 2022.

Kungsholms folkskola var folkskola, kommunal mellanskola, enhetsskola och grundskola för årskurs 1-9. Mellan 1903 och 1973 var skolan huvudskola för Kungsholmens rektorsområde. Grundskolan lades ner 1988 och undervisningen flyttades till Fridhemsskolan (åk 1-6) samt Rålambshovsskolan (åk 7-9). Under några år fanns här Musikskolan och Musikens hus.
På 1990-talets början revs skolkomplexets södra del och på platsen samt på skolgården uppfördes flera bostadshus. Den äldre norra delen fick vara kvar och inhyser sedan 1993 Kulturskolan som erbjuder kurser inom musik, teater, dans, cirkus, konst och media. Den kvarvarande skolbyggnaden (fastighet Herden 9) och före detta köksflygeln (fastighet Herden 3) är grönmärkta av Stadsmuseet i Stockholm vilket innebär "särskilt värdefull från historisk, kulturhistorisk, miljömässig eller konstnärlig synpunkt". Även fontänskulpturen finns kvar som smyckar nu kvarteret Herdens innergård.

### Historiska interiörbilder
På 1960-talet togs en serie interiörbilder som illustrerar dåtidens inredning och utrustning i skolans lokaler.

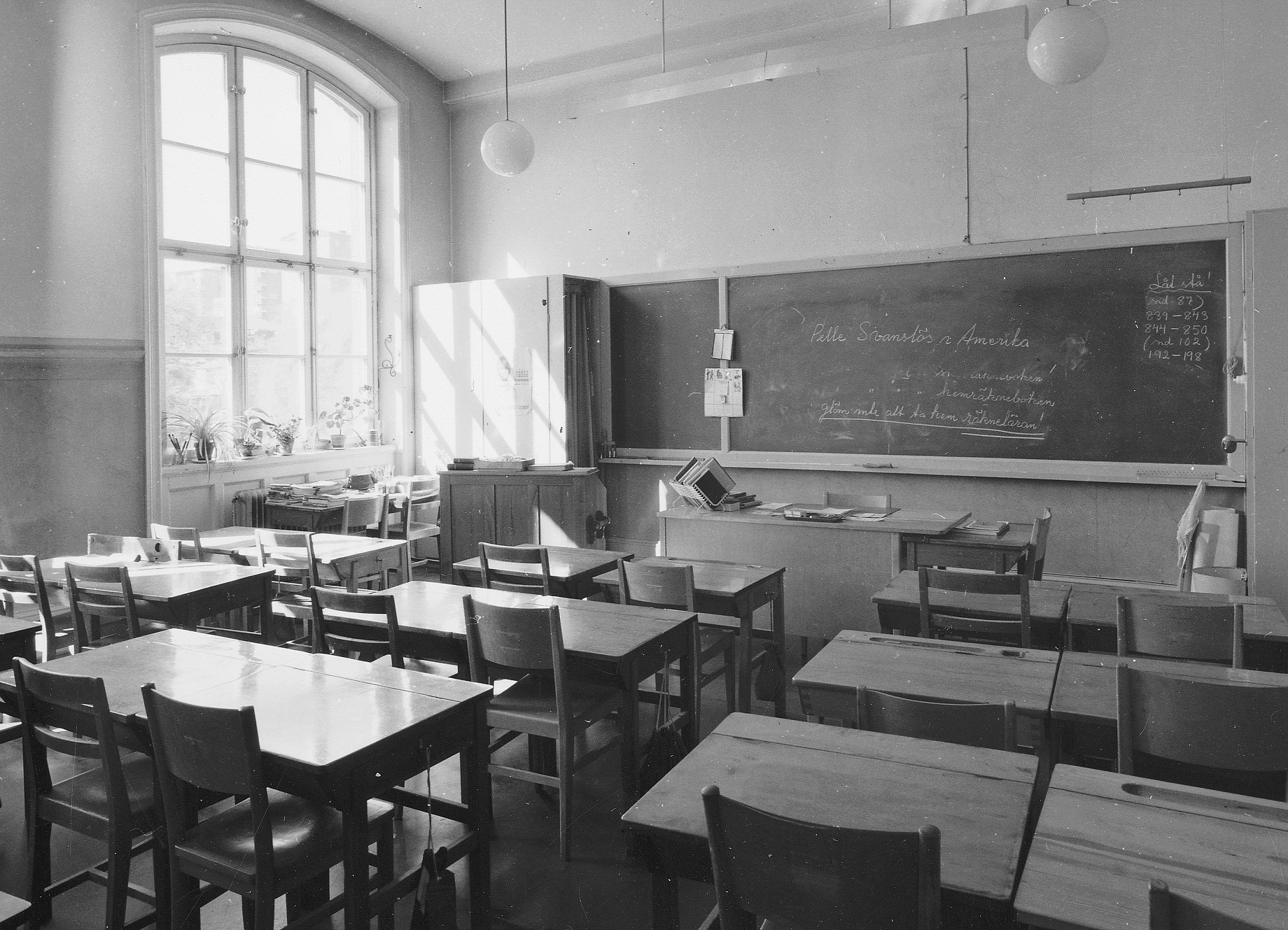
Lärosal.
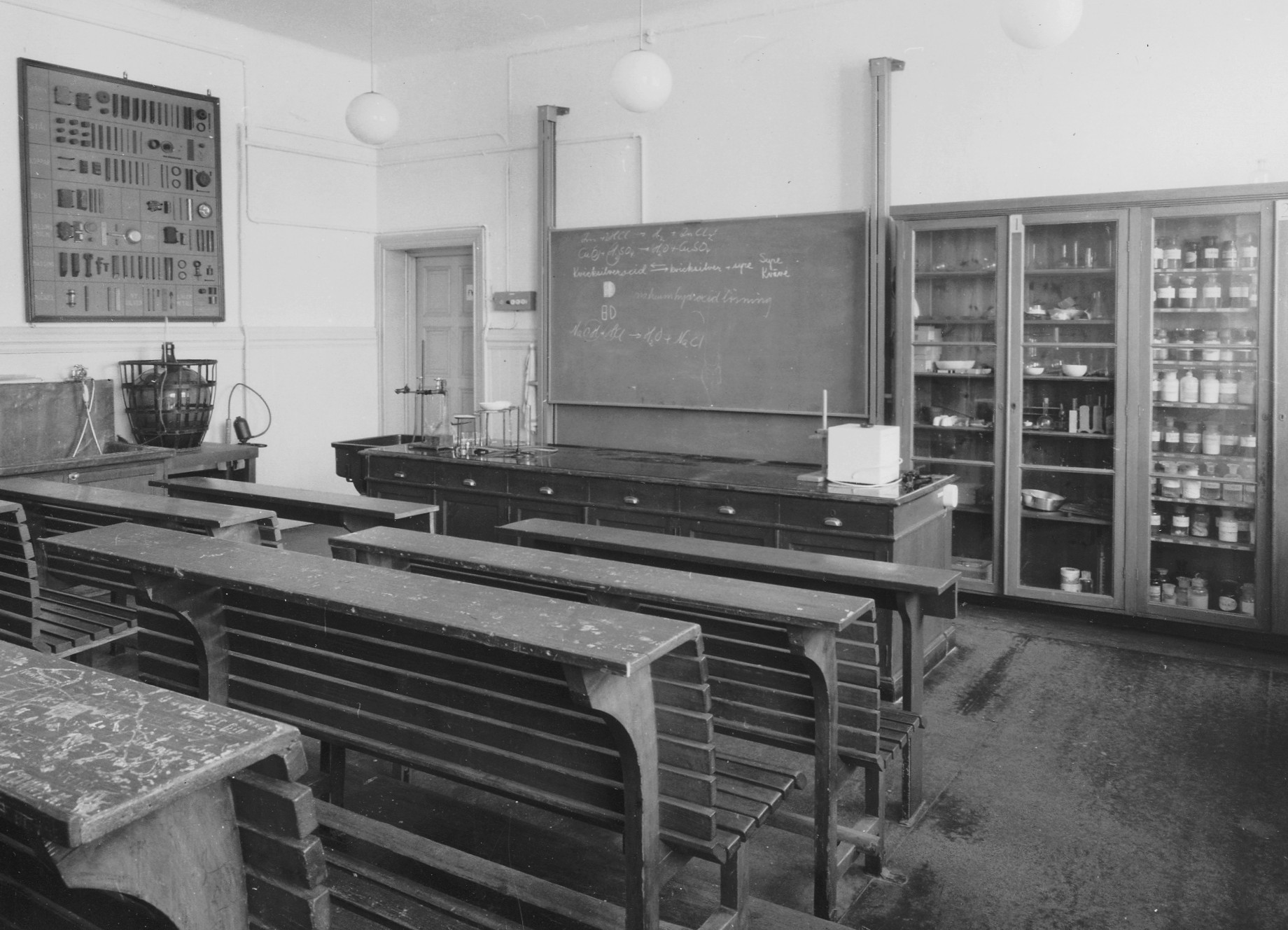
Kemisal.
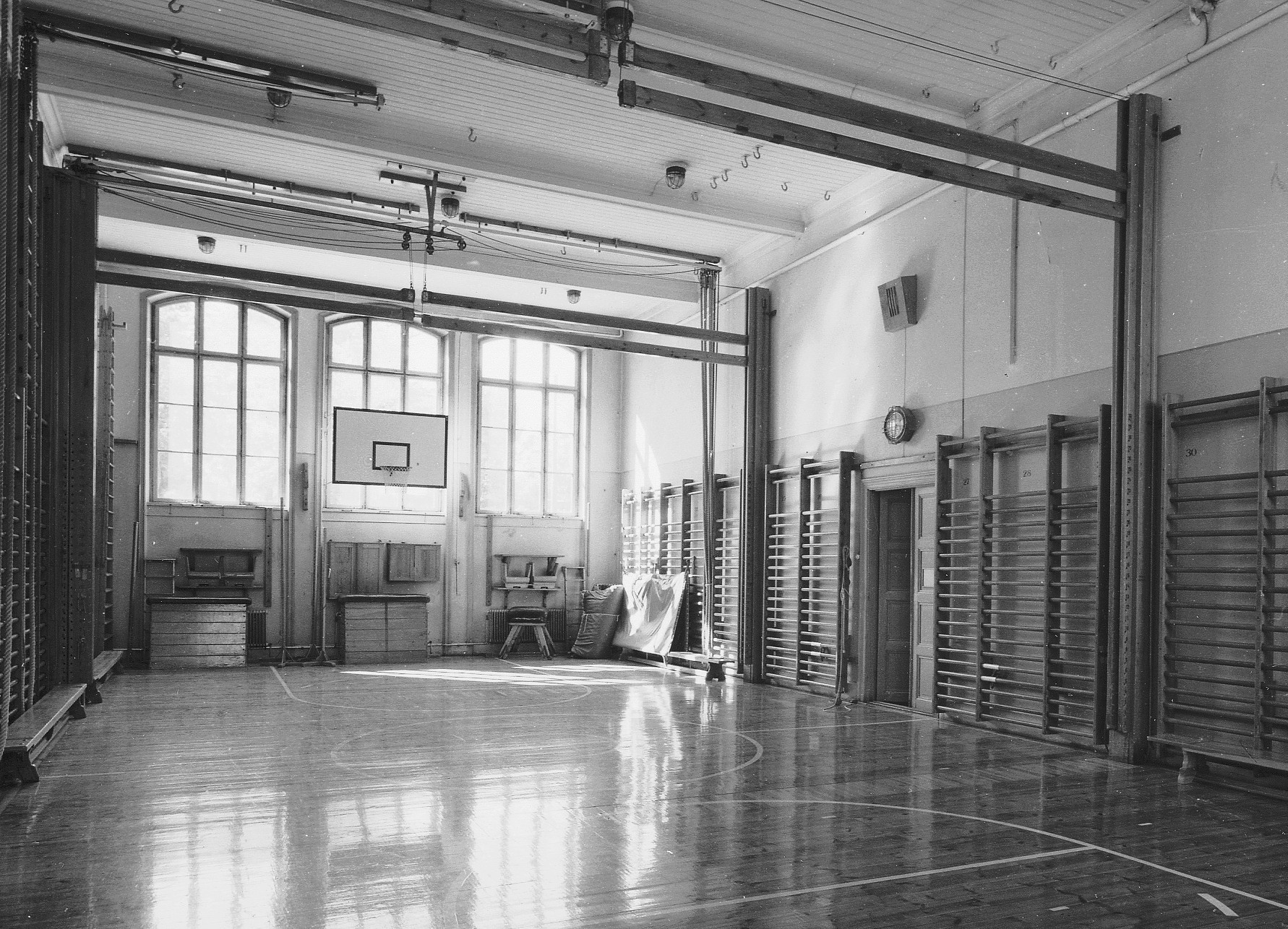
Gymnastiksal.
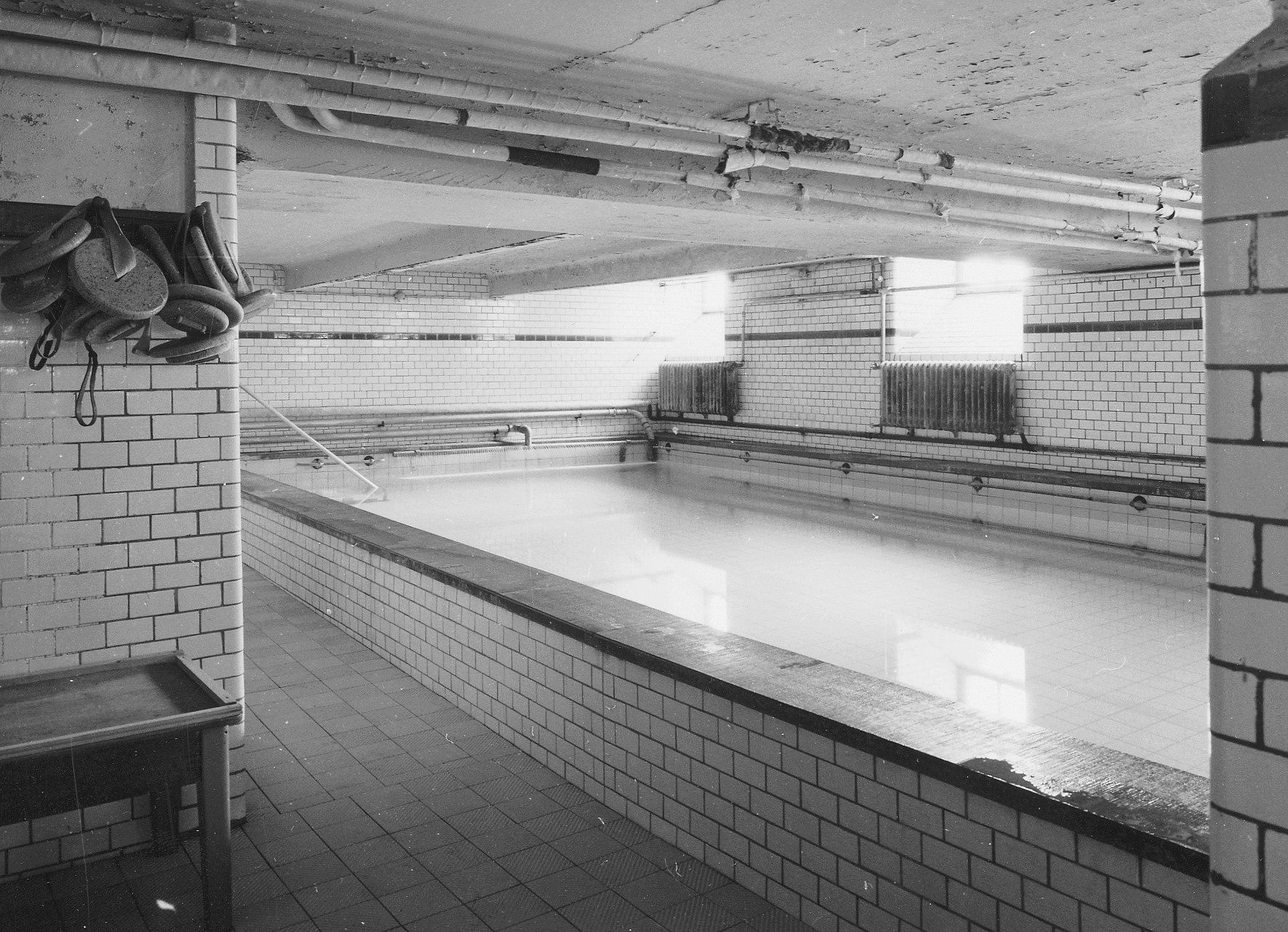
Bassängbad.

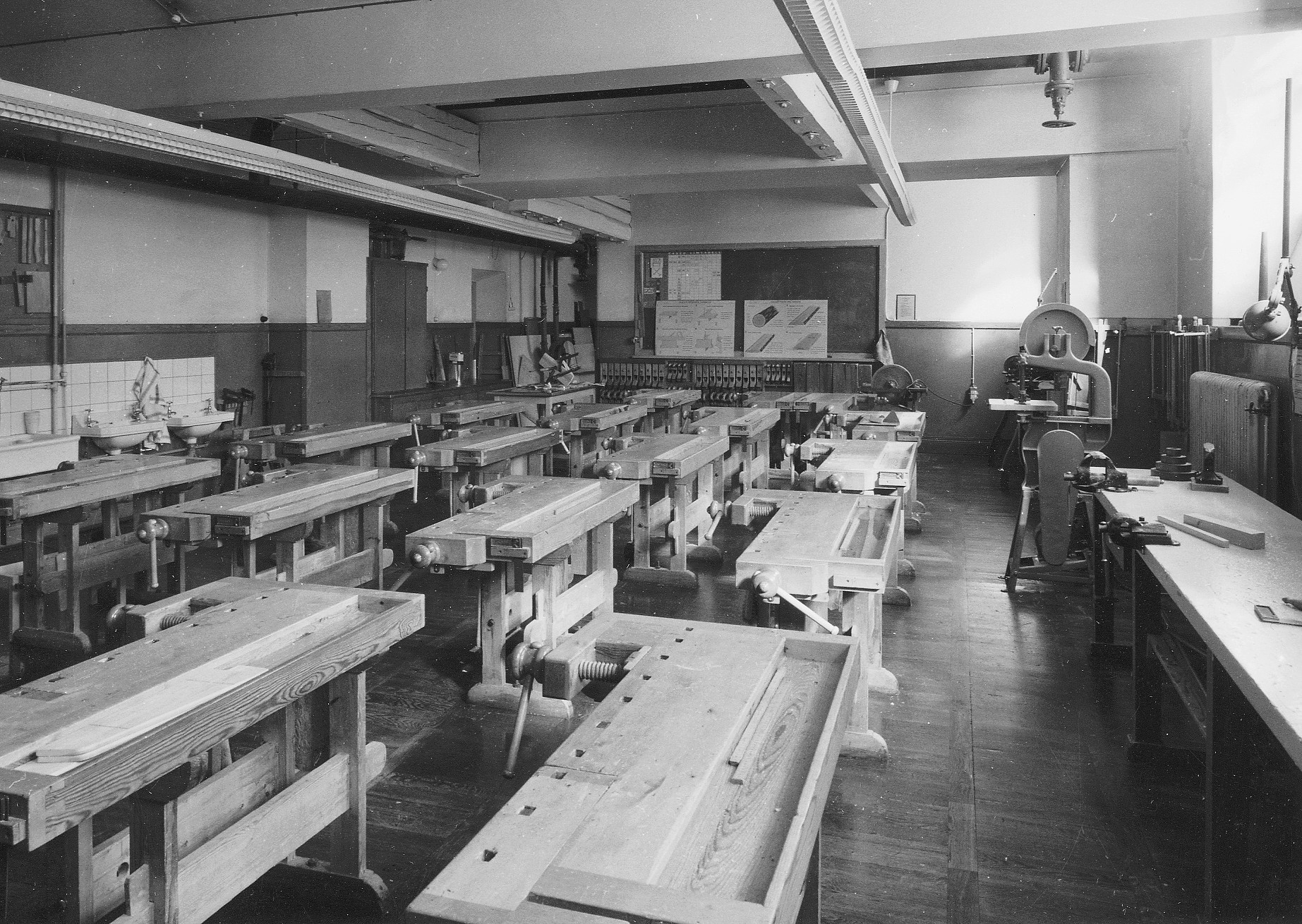
Träslöjd.
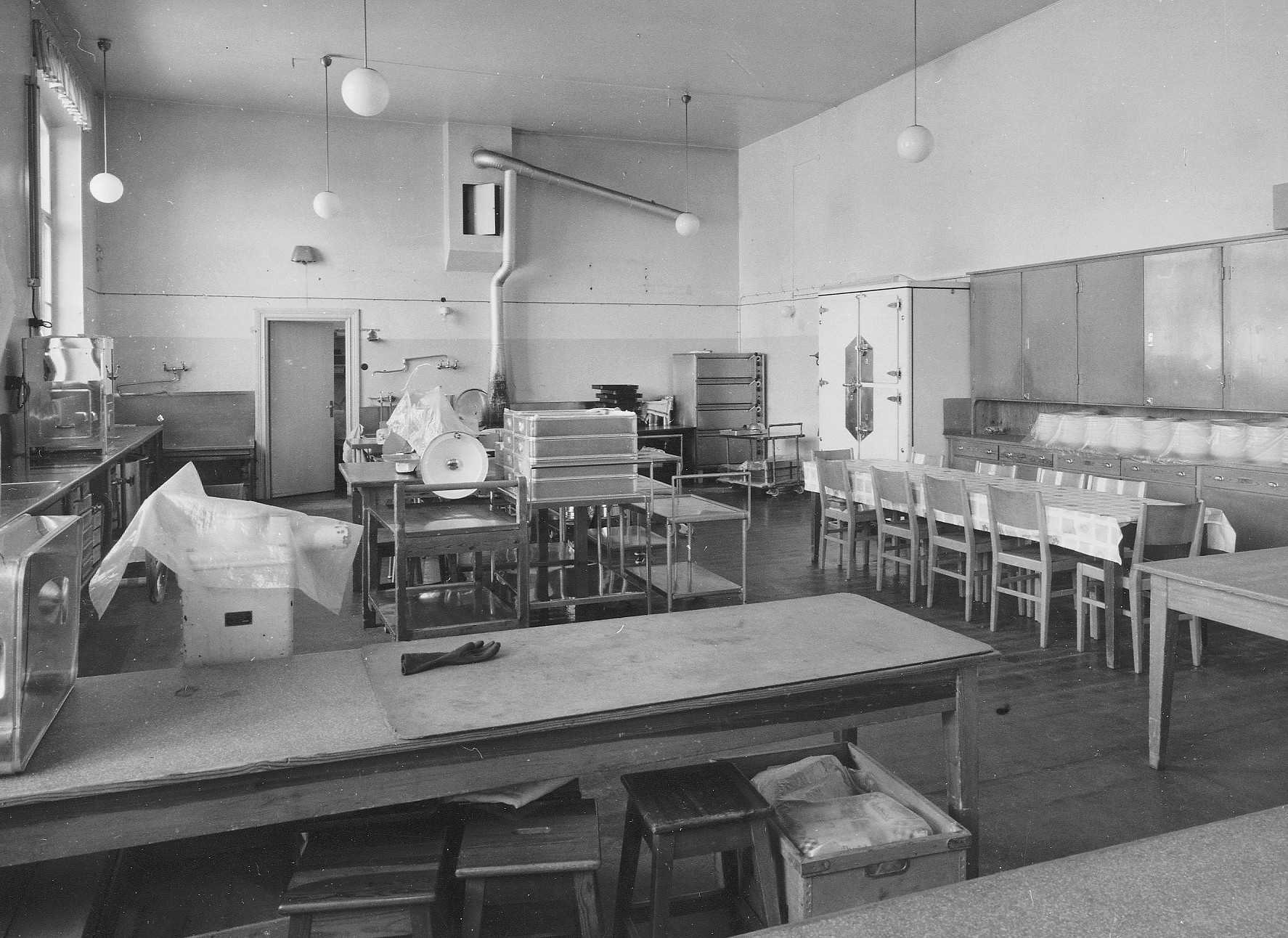
Skolköket.
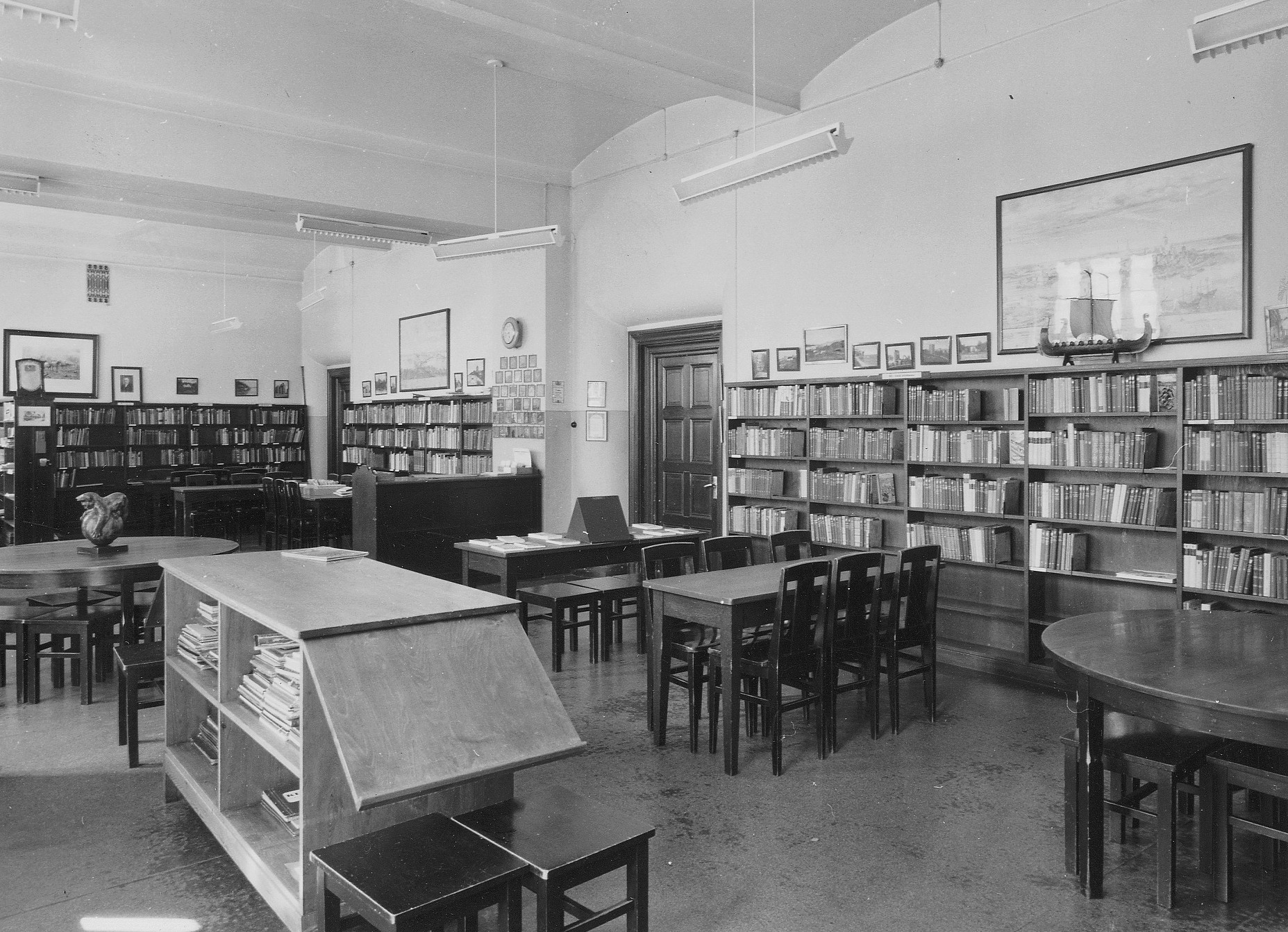
Biblioteket.
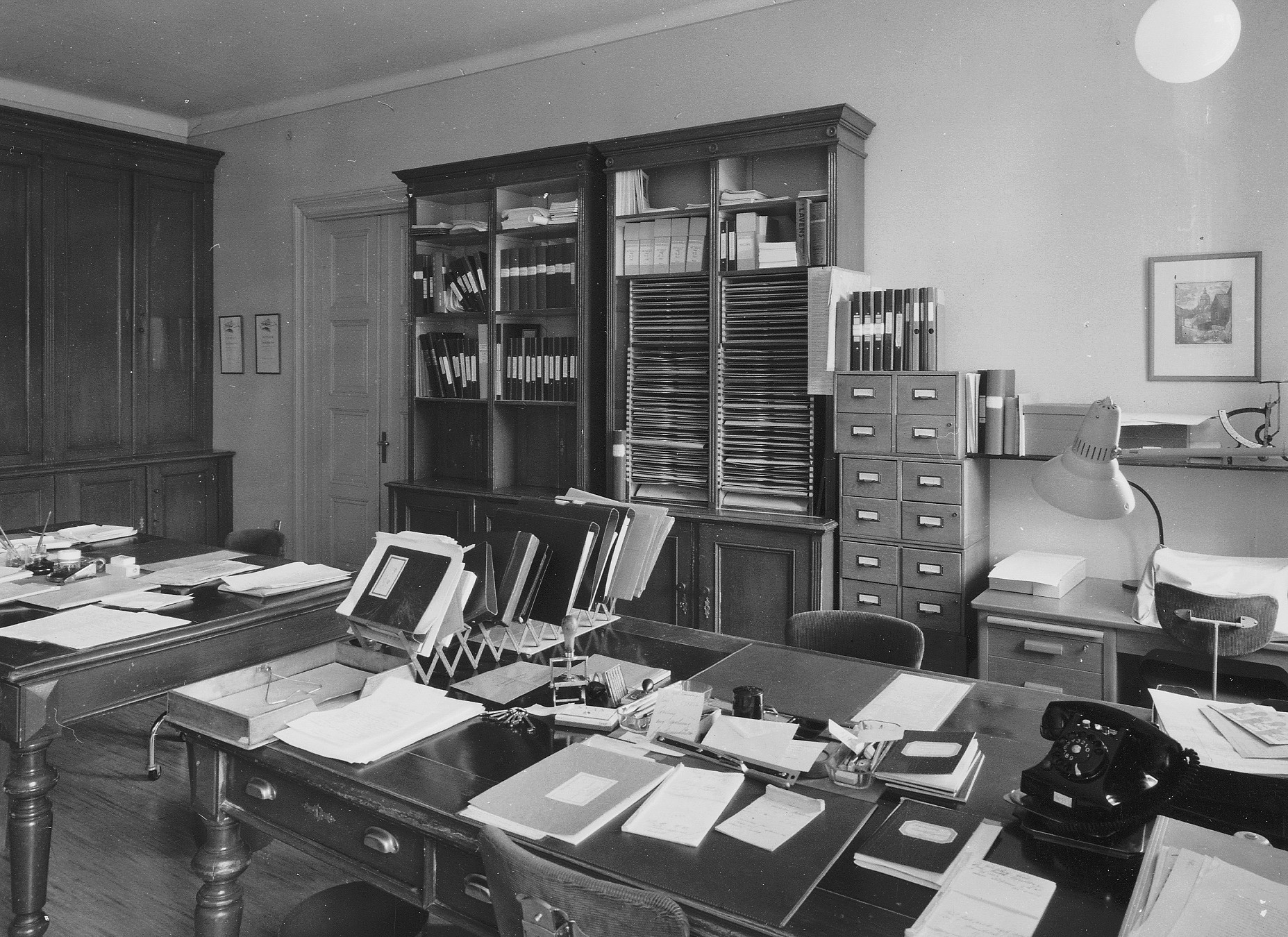
Rektorsexpeditionen.

## Nutida bilder

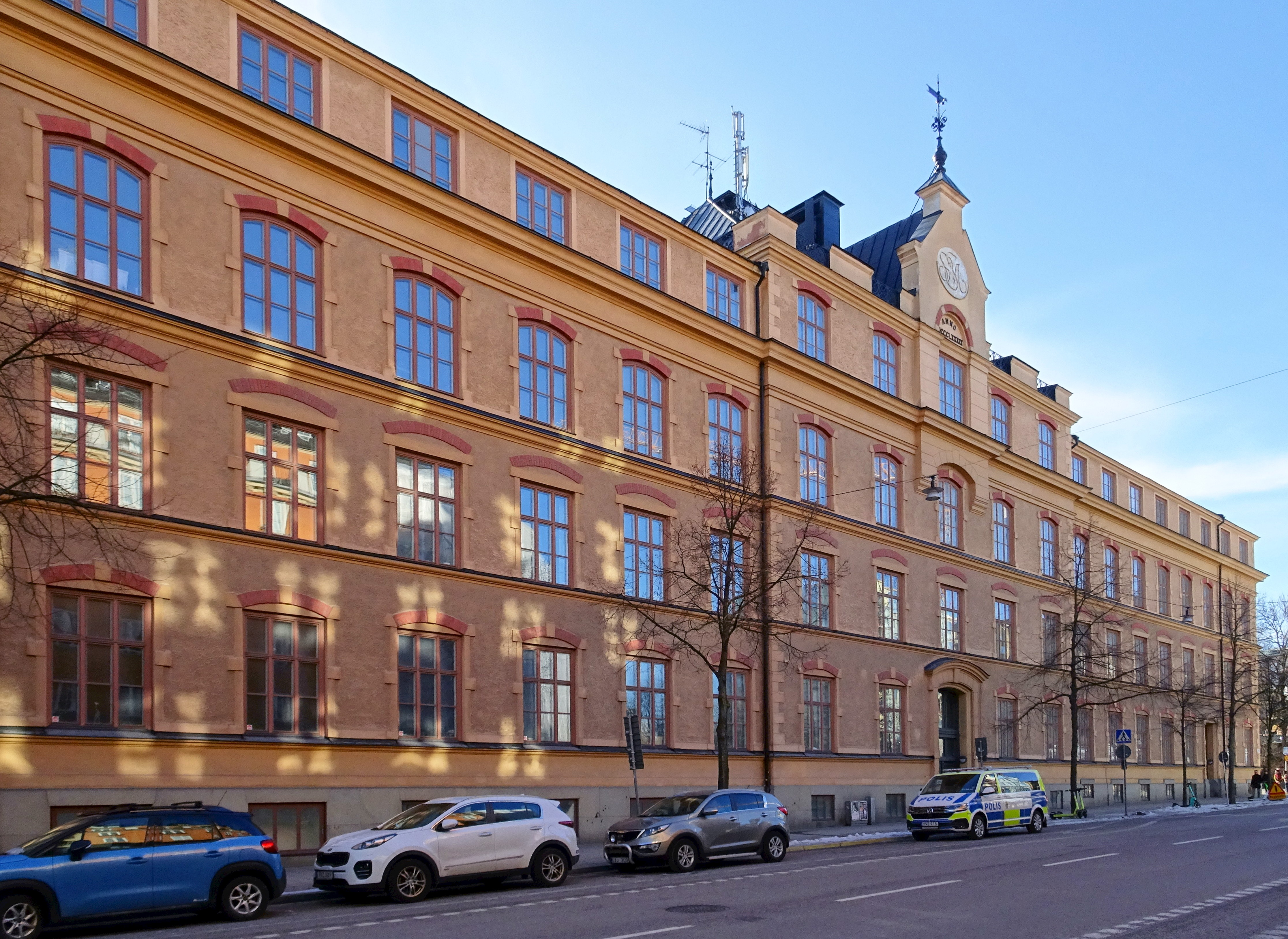
Faad mot Fleminggatan.
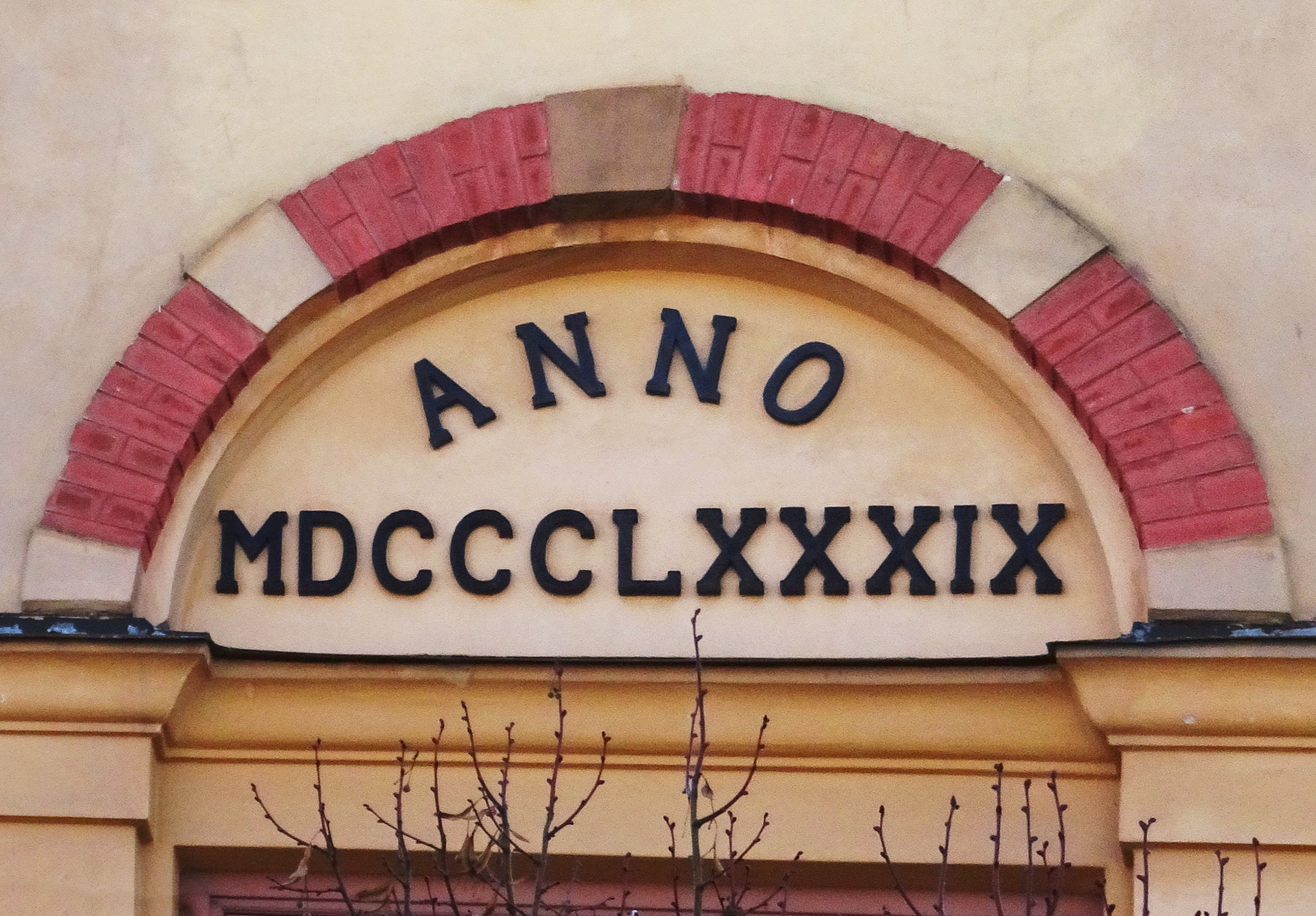
MDCCCLXXXIX = 1889.
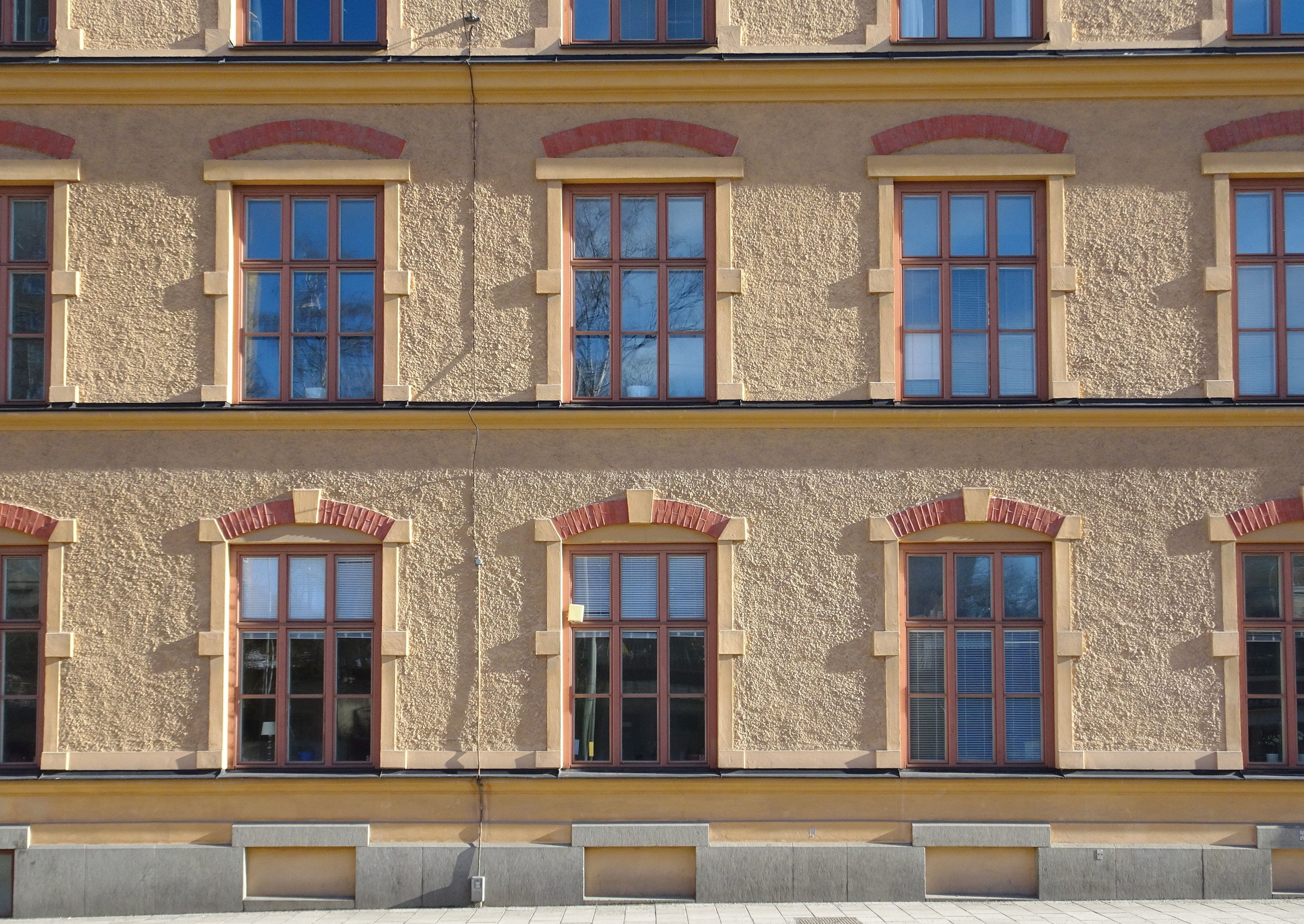
Fasaddetalj.
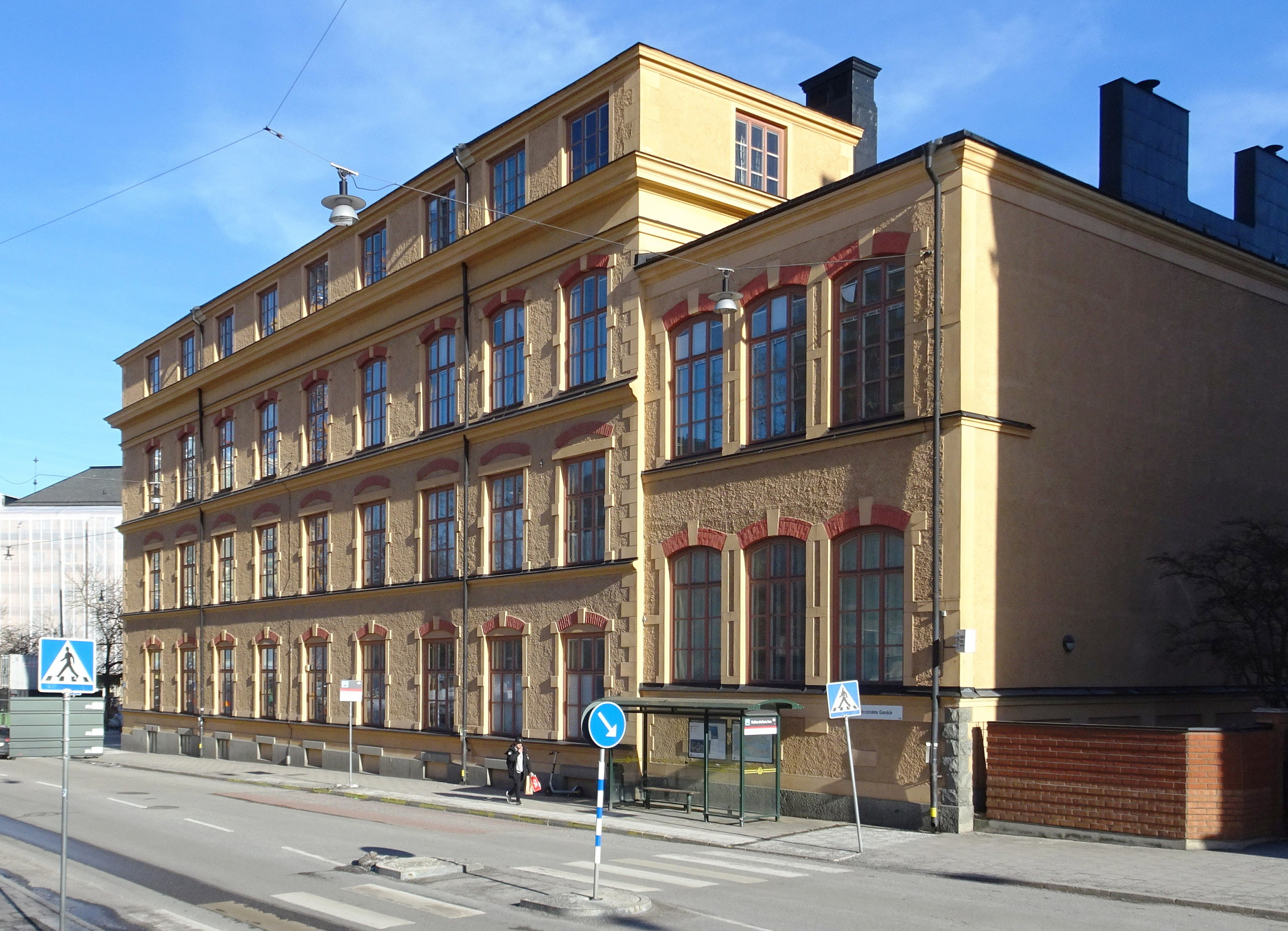
Fasad mot  Mariebergsgatan.

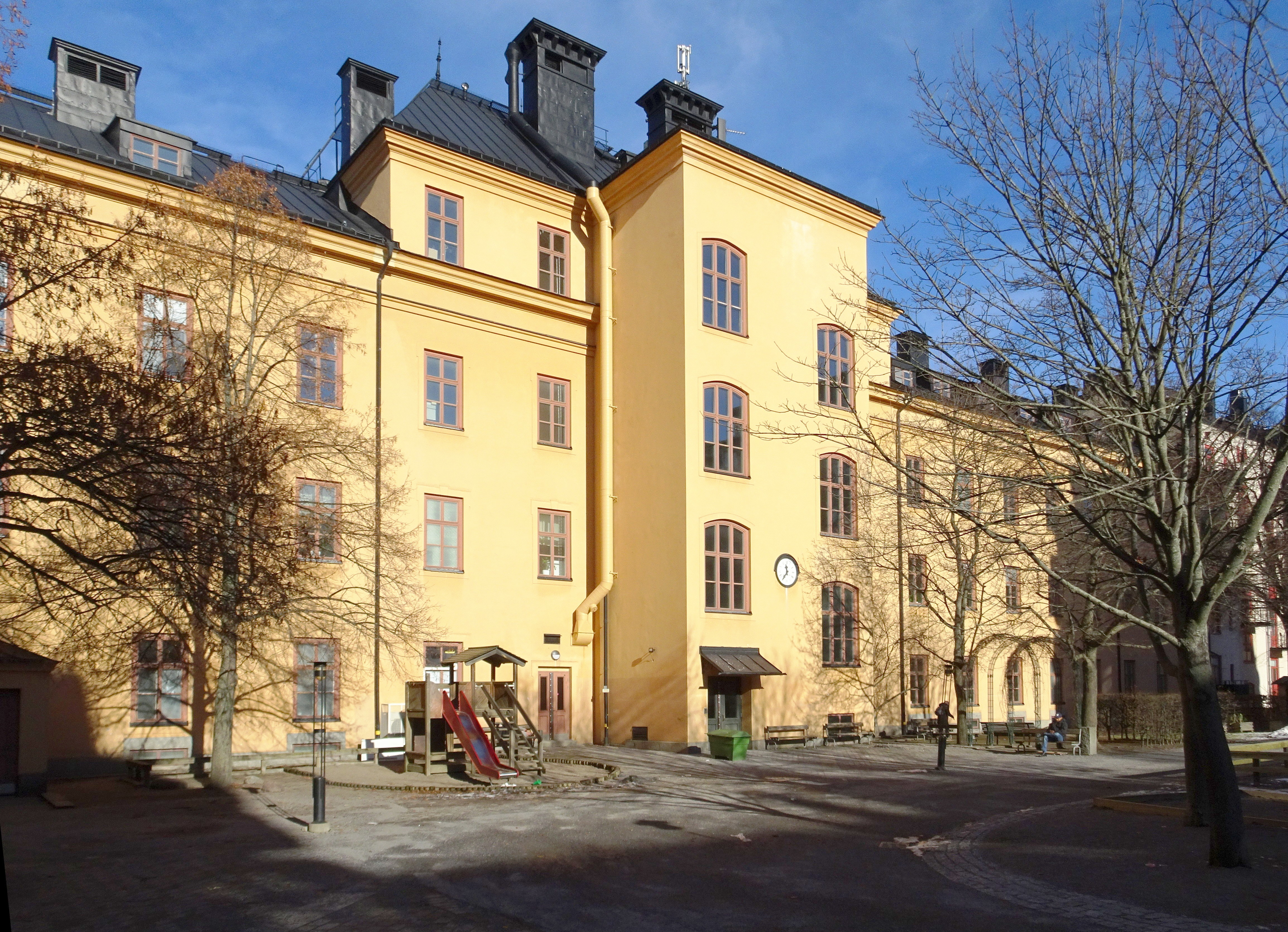
Fasad mot skolgården.
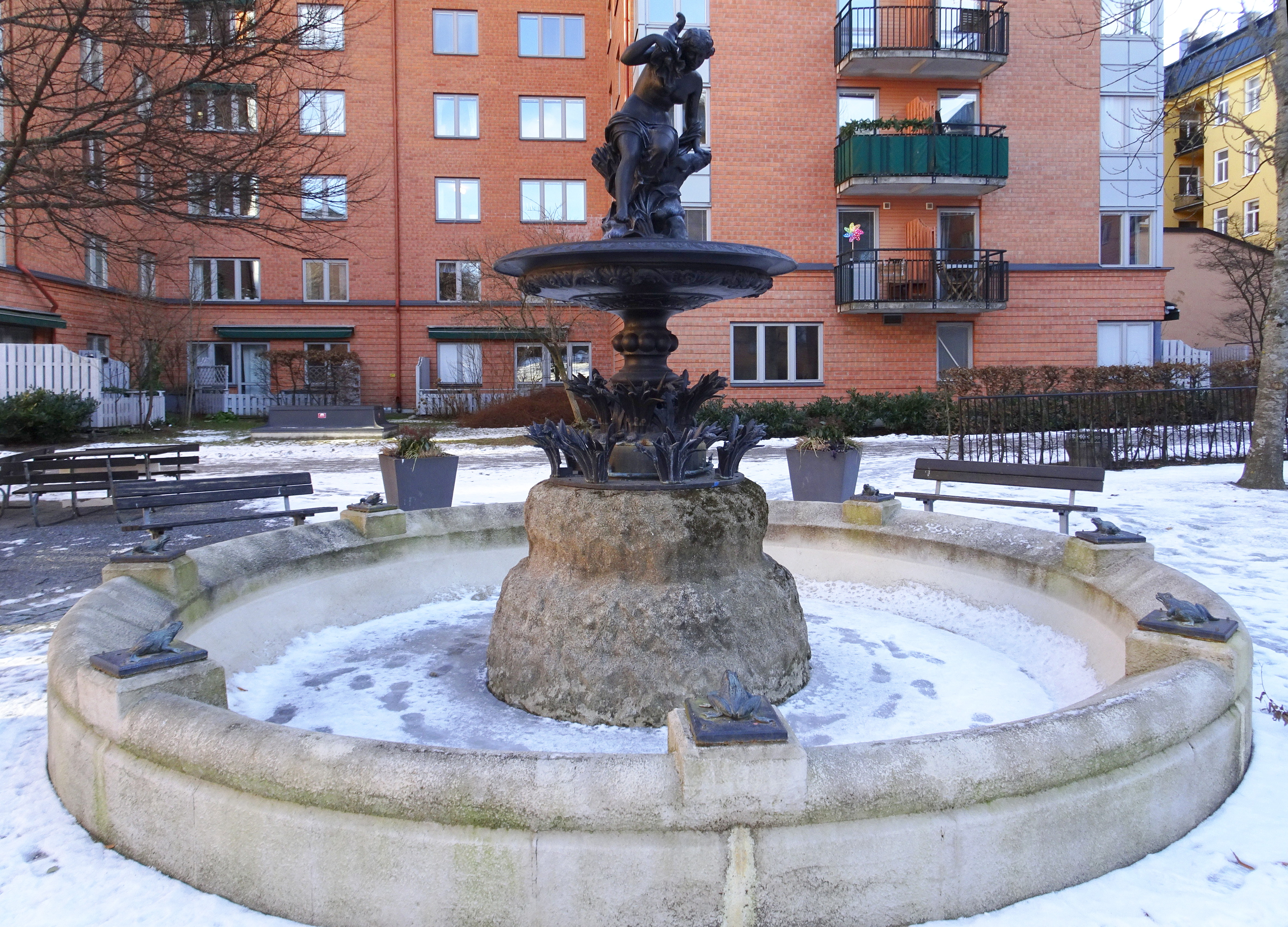
Skolans fontänskulptur från 1900.
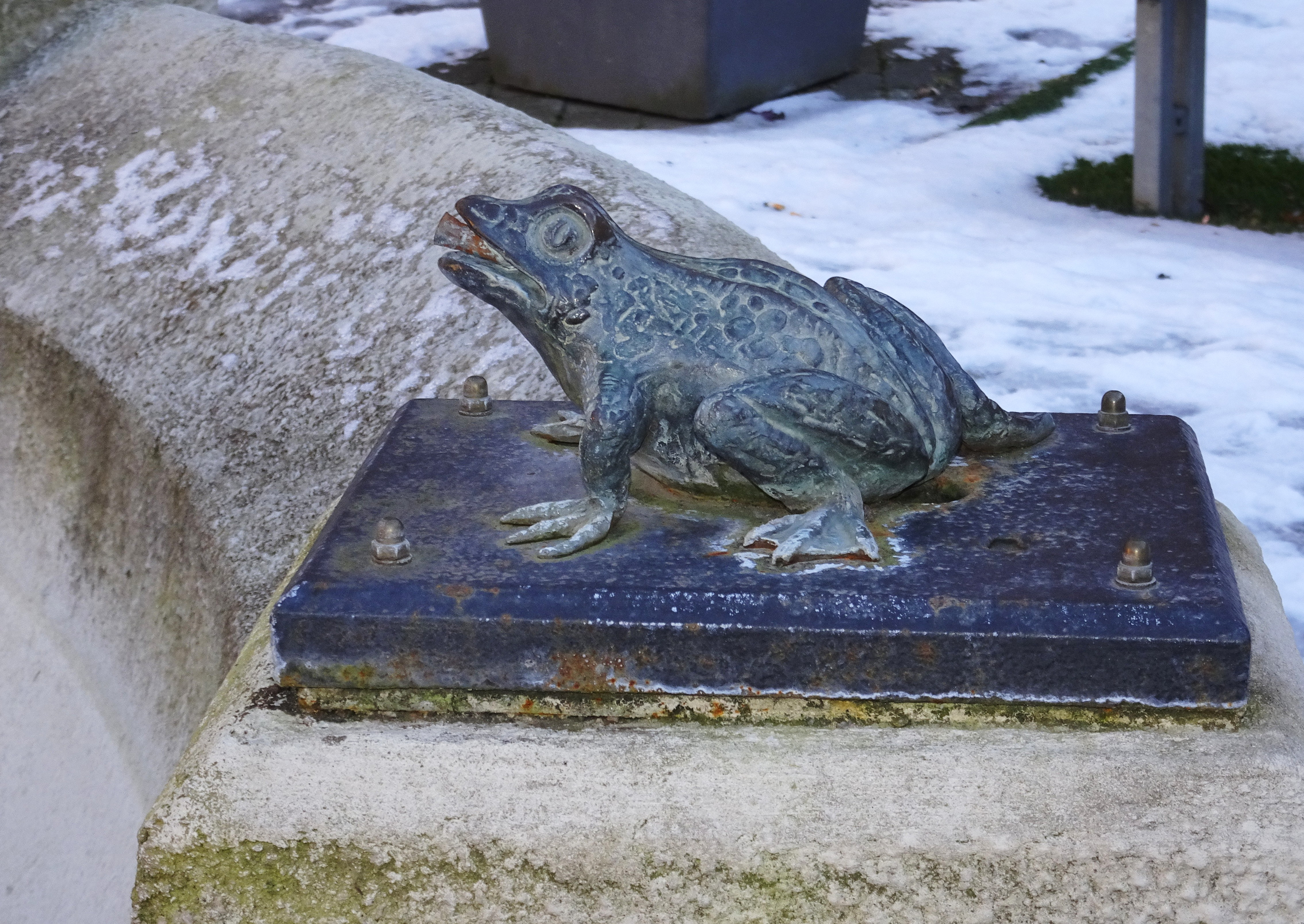
Skolans fontänskulptur, detalj.
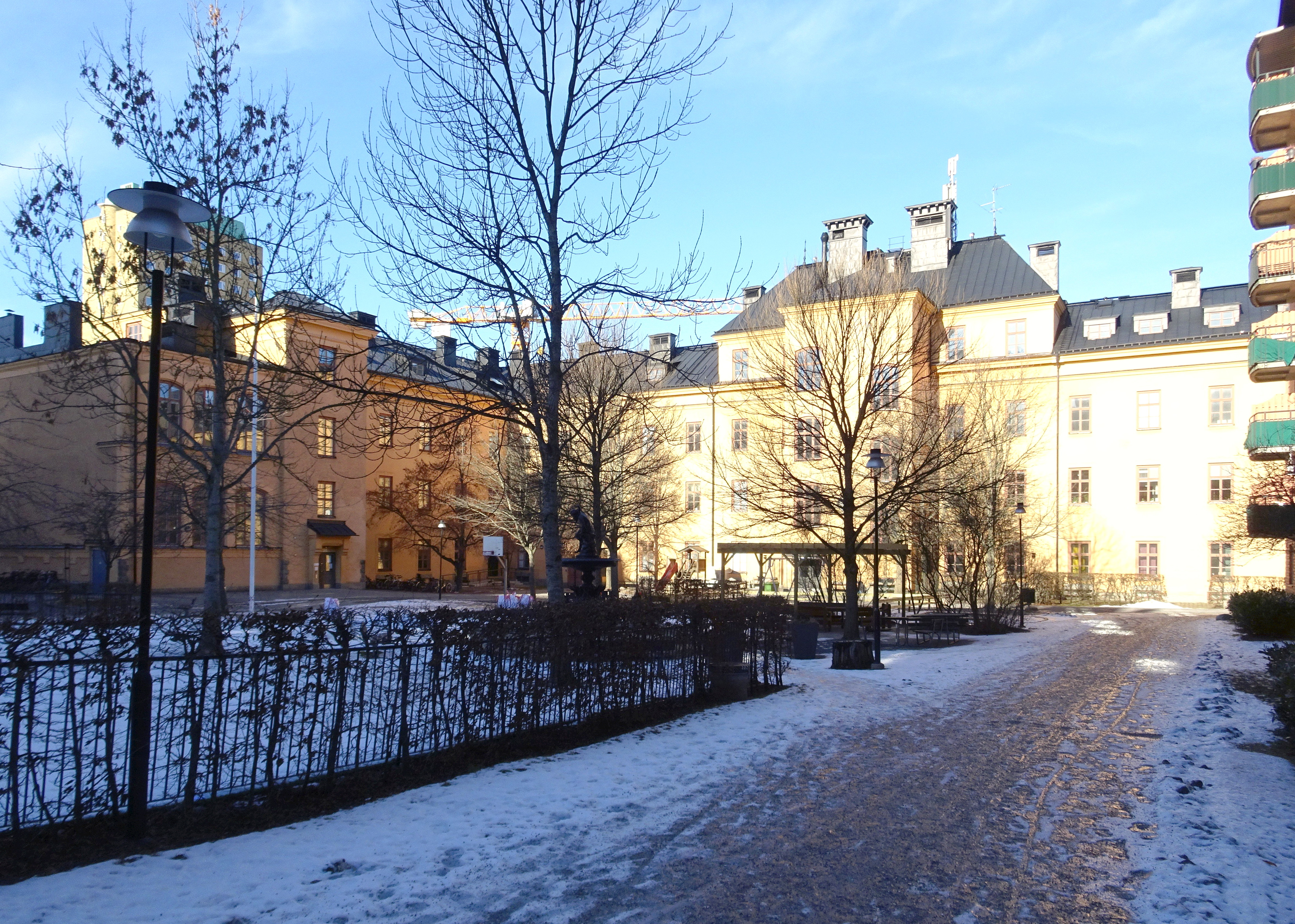
Fasad mot skolgården.

## Referenser

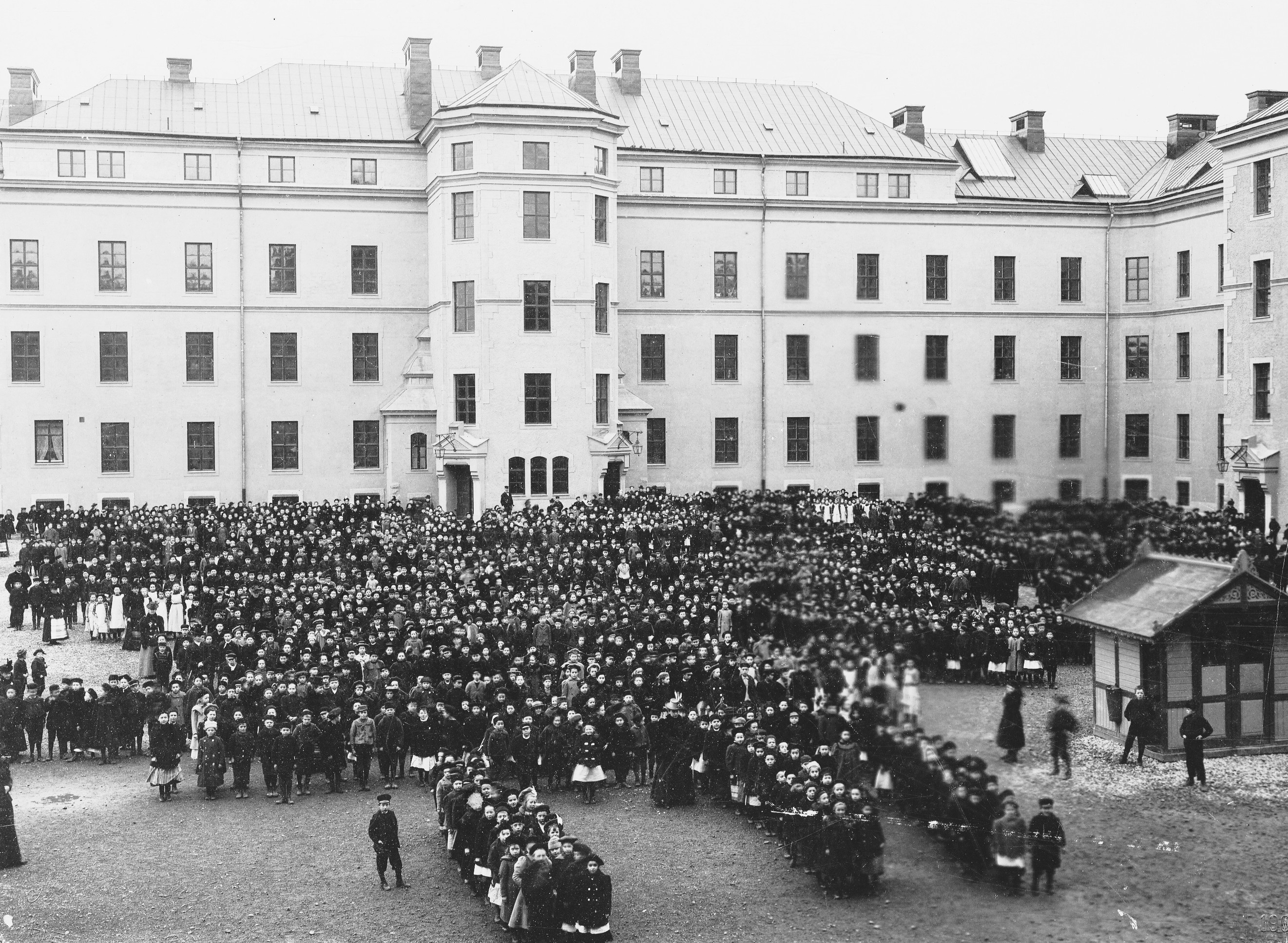
Skolans skolgård med elever 1901.